# شروین فریدنژاد
شِروین فریدنژاد ایران‌شناس، دین‌شناس و زبان‌شناس ایرانی-آلمانی است. او از سال ۲۰۲۲ استاد ایران‌شناسی، تاریخ، زبان و فرهنگ‌های خاور نزدیک در دانشگاه هامبورگ است. او در سال ۲۰۱۴ دکترای خود را از دانشگاه گوتینگن دریافت کرد؛ بین سال‌های ٢٠١۶ تا ٢٠٢٠ در فرهنگستان علوم اتریش در وین و بین سال‌های ۲۰۱۶ تا ٢٠٢٢ مشغول پژوهش در موسسه ایران‌شناسی دانشگاه آزاد برلین بود. تمرکز او بر مطالعات ایران باستان، ایران میانه و مطالعات فارسیهود و اختصاصاً مطالعات زردشتی است. او همچنین مسئولیت رشتهٔ کارشناسی ارشد «مطالعات نسخ خطی» در مرکز مطالعات فرهنگ‌های نسخه‌های خطی در دانشگاه هامبورگ را نیز به عهده دارد.
شروین فریدنژاد به همراهی تورج دریایی، ویراستاری و چاپ مجلهٔ دبیر (انتشارات بریل)، مجموعهٔ کتاب‌های «پژوهش‌های ساسانی: جهان ایرانی پسا‌باستان» (انتشارات هاراسوویتس)، مجموعهٔ کتاب‌های «چیستا: پژوهش‌هایی در تاریخ، فرهنگ و ادیان جهان ایرانی» (دانشگاه کالیفرنیا، ارواین) و همچنین مجموعه‌ٔ «پژوهش‌های ایران باستان» (انتشارات بریل) را انجام می‌دهد.

## زندگی
فریدنژاد ابتدا در دانشگاه تهران در رشته‌های هنرهای تجسمی و تاریخ هنر تحصیل کرد، سپس در سال ۲۰۰۶ کارشناسی ارشد ایران‌شناسی، هنرهای تجسمی و تاریخ هنر را از دانشگاه تربیت مدرس دریافت کرد و پس از آن تحصیلات خود را در رشتهٔ ایران‌شناسی در دانشگاه گوتینگن ادامه داد. او بین سال‌های ۲۰۰۸ تا ۲۰۱۴ در مؤسسهٔ ایران‌شناسی این دانشگاه تدریس می‌کرد و از ۲۰۱۰ تا ۲۰۱۳ عضو گروه پژوهشی «تصاویر جهان: چندخدایی و یکتاپرستی در دنیای باستان» بود. فریدنژاد در سال ۲۰۱۴ با پژوهشی دربارهٔ تفسیر تصویری خدایان انسان‌واره در دین زردشتی مدرک دکترای خود را در زمینهٔ زبان‌شناسی ایرانی باستان و میانه و مطالعات زردشتی دریافت کرد.
او در ادامه در مؤسسه‌های ایران‌شناسی و دین‌پژوهی دانشگاه آزاد برلین تدریس کرد. در ترم تابستانی ۲۰۱۶، او به‌عنوان استاد جایگزین در زمینهٔ دین و فرهنگ باستان و تاریخ آن در مؤسسهٔ دین‌پژوهی دانشگاه آزاد برلین فعالیت کرد. سپس تا سال ۲۰۲۰ به‌عنوان پژوهشگر در مؤسسهٔ ایران‌شناسی فرهنگستان علوم اتریش در وین و تا سال ۲۰۲۲ در مؤسسهٔ ایران‌شناسی دانشگاه آزاد برلین مشغول به کار بود. از سال ۲۰۲۲، فریدنژاد استاد ایران‌شناسی، تاریخ، زبان و فرهنگ‌های خاور نزدیک در مؤسسهٔ آسیا و آفریقا در دانشگاه هامبورگ است.
زمینه‌های پژوهشی او شامل تاریخ فرهنگ و دین‌های ایران باستان و تأثیر آن‌ها، مزدیسنا، دین و آیین‌های زردشتی، پویایی‌ها و تعاملات در تاریخ ادیان میان زردشتیان و غیرزردشتیان در دورهٔ اوایل اسلامی، هنر و نمادشناسی زردشتی، زبان‌های ایرانی باستان و میانه و مطالعات ادبی، ادبیات یهودیان ایرانی، ادبیات زردشتی (زبان اوستایی، زبان فارسی میانه، زبان فارسی نو و زبان گجراتی) و مطالعات نسخه‌های خطی زردشتی و یهودی-فارسی است.